# Alaptus magnus
Alaptus magnus is een vliesvleugelig insect uit de familie Mymaridae. De wetenschappelijke naam is voor het eerst geldig gepubliceerd in 1974 door Cheke & Turner.